# Parthenolecanium corni
Parthenolecanium corni är en insektsart som först beskrevs av Bouché 1844.  Parthenolecanium corni ingår i släktet Parthenolecanium, och familjen skålsköldlöss. Arten är reproducerande i Sverige.

## Bildgalleri

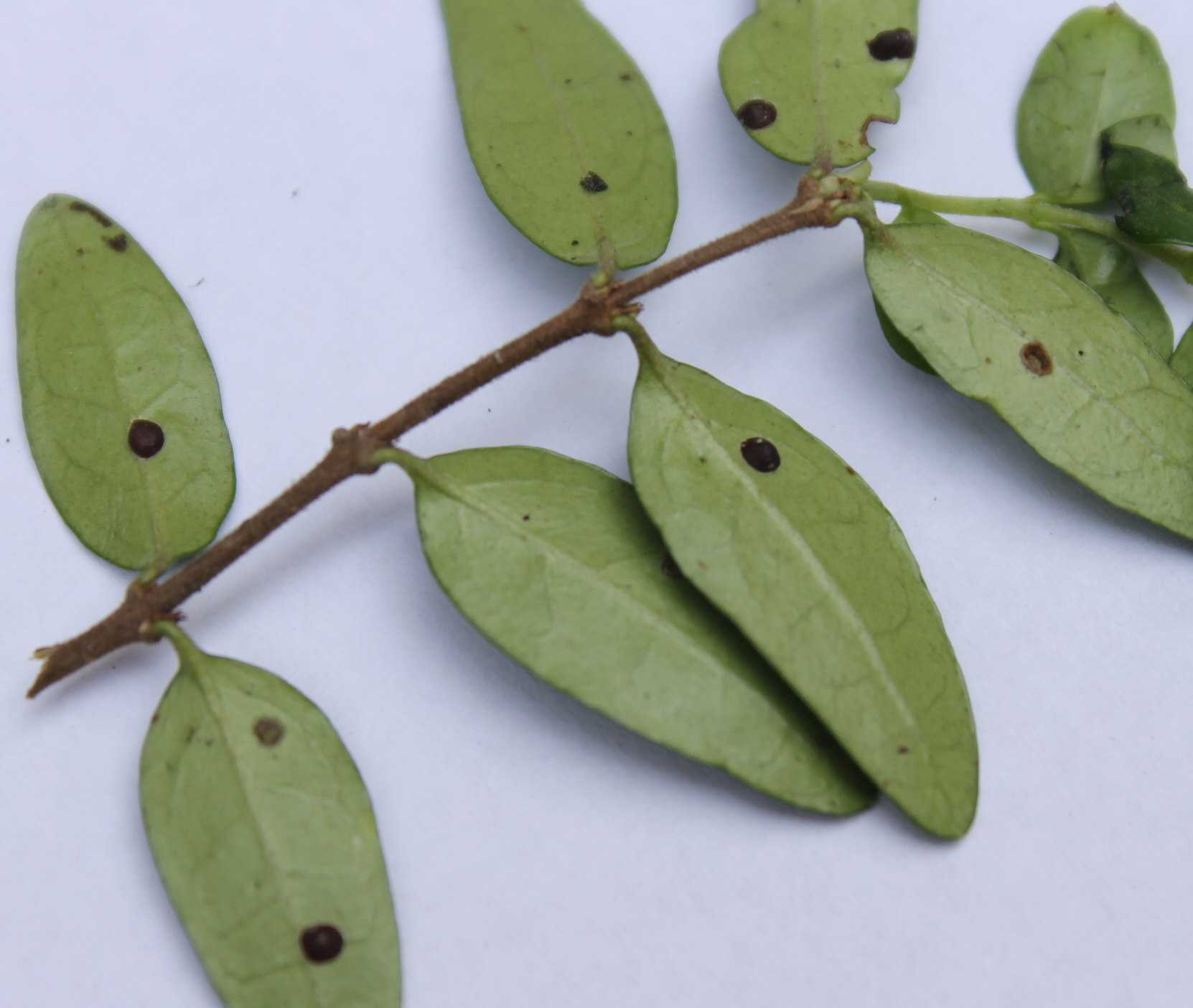